# Krypton-86
Krypton-86 of 86Kr is een stabiele isotoop van krypton, een edelgas. Het is een van de zes stabiele isotopen van het element, naast krypton-78, krypton-80, krypton-82, krypton-83 en krypton-84. De abundantie op Aarde bedraagt 17,3%. De isotoop wordt ervan verdacht via een dubbel bètaverval te vervallen tot de stabiele isotoop strontium-86. Krypton-86 heeft echter een halfwaardetijd die miljarden malen groter is dan de leeftijd van het universum en dus kan het de facto als stabiel beschouwd worden.
Krypton-86 ontstaat onder meer bij het radioactief verval van broom-86, broom-87 en rubidium-86.

## Toepassing
Krypton-86 werd van 14 oktober 1960 tot 20 oktober 1983 gebruikt als de internationale maatstaf voor de meter. Deze werd gedefinieerd als de lengte van 1.650.763,73 keer de golflengte in een vacuüm van de elektromagnetische straling die vrijkomt bij de overgang tussen niveaus 2p10 en 5d3 van de isotoop. Tegenwoordig wordt echter de snelheid van het licht gebruikt.
69Kr · 70Kr · 71Kr · 72Kr · 73Kr · 73mKr · 74Kr · 75Kr · 76Kr · 77Kr · 78Kr · 79Kr · 79mKr · 80Kr · 81Kr · 81mKr · 82Kr · 83Kr · 83m1Kr · 83m2Kr · 84Kr · 84mKr · 85Kr · 85m1Kr · 85m2Kr · 86Kr · 87Kr · 88Kr · 89Kr · 90Kr · 91Kr · 92Kr · 93Kr · 94Kr · 95Kr · 96Kr · 97Kr · 98Kr · 99Kr · 100Kr · 101Kr